# 艾伦·古特马赫
艾伦·E·古特马赫（英語：Alan Edward Guttmacher，1949年—）是一位美国遗传学家，曾担任美国国立卫生研究院（NIH）下属的国家人类基因组研究所（NHGRI）副所长与代理所长，国家儿童健康与人类发育研究所（NICHD）所长。

## 引用文獻
1. ↑  .   [2020-10-02]. （原始内容存档于2017-10-05）.